# Primer Temor rojo

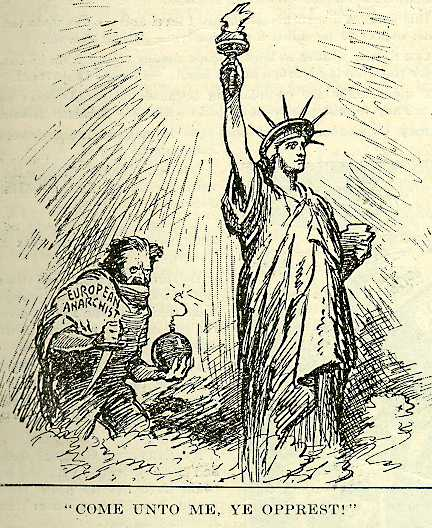
Un "anarquista europeo" intentando destruir la Estatua de la Libertad (1919)

El Primer Temor rojo fue un período en la historia de los Estados Unidos caracterizado por un fuerte anticomunismo y antianarquismo y por las frecuentes tensiones sociales entre los sectores derechistas e izquierdistas de la sociedad americana debido a eventos reales e imaginarios. Los acontecimientos reales incluyeron la revolución bolchevique en Rusia, con su impacto en el proletariado estadounidense, y el terrorismo anarquista. El apogeo de este clima de tensión tuvo lugar entre los años 1919 y 1920 con eventos tales como el Verano Rojo de 1919, los ataques anarquistas de Luigi Galleani y el juicio de Nicola Sacco y Bartolomeo Vanzetti.
El bolchevismo y la amenaza de una revolución de inspiración comunista en los Estados Unidos fueron utilizados como argumento para explicar la ola de descontento social que vivía el país, con hechos tan poco relacionados como es el caso de los disturbios raciales de Chicago de 1919.

## Orígenes
La causa inmediata del Primer Temor rojo fue el aumento de las acciones subversivas de simpatizantes socialistas y anarquistas en los Estados Unidos, en su mayoría inmigrantes de origen europeo. La Primera Guerra Mundial, conflicto al que se unió Estados Unidos en el año 1917 tras el descubrimiento del Telegrama Zimmermann, también fue un factor importante. Tanto grupos revolucionarios como pacifistas, como el Partido Socialista de América o el sindicato Industrial Workers of the World se opusieron fuertemente a la guerra. Líderes sindicales como Eugene V. Debs fueron arrestados por el gobierno de Woodrow Wilson.
El Congreso de los Estados Unidos ayudó a las campañas antipacifistas con la aprobación de la Ley de Espionaje de 1917, la Ley de Sedición de 1918 y la Ley de Inmigración de 1918. La Ley de Espionaje tipificó como delito interferir con la operación o el éxito de las operaciones militares (penando así el sabotaje y otras actividades antibelicistas) mientras que la Ley de Sedición prohibió a los estadounidenses usar lenguaje desleal sobre el gobierno de los Estados Unidos, la bandera o las fuerzas armadas durante la guerra. The Immigration Act of 1918 targeted anarchists by name and was used to deport Emma Goldman and Luigi Galleani, entre otros.

## Desarrollo
Se suele situar el origen del Primer Temor rojo en la Huelga general de Seattle, iniciada el 6 de febrero de 1919 y finalizada el día 11. Trabajadores pertenecientes a varios sindicatos (Como la Industrial Workers of the World o la Federación Estadounidense del Trabajo) comenzaron la huelga para ganar salarios más altos después de dos años de controles salariales producto de la Primera Guerra Mundial. Aunque la huelga no fue violenta y duró menos de una semana, los funcionarios del gobierno, la prensa y gran parte del público consideraron la huelga como un intento radical, vinculado con la Revolución bolchevique, de destruir las instituciones estadounidenses. 
En abril de 1919, un grupo de anarquistas liderados por el italiano Luigi Galleani coloca bombas por todo el país. Figuras destacables del establishment político y económico de los Estados Unidos como J. P. Morgan Jr., John D. Rockefeller, el juez del Tribunal Supremo Oliver Wendell Holmes, el fiscal general Alexander Mitchell Palmer o funcionarios de inmigración. Tras los ataques, que fracasan en su mayoría, el fiscal Palmer pone en marcha las redadas de Palmer. Deportó a 249 inmigrantes rusos en el Arca Soviética y encarceló a más de cinco mil ciudadanos sin respetar sus derechos constitucionales.
Ese mismo año tiene lugar el Verano Rojo de 1919, una serie de violentos disturbios raciales. Las protestas tienen su origen en las tensiones sociales de la posguerra relacionadas con la desmovilización de los combatientes de la Primera Guerra Mundial, tanto blancos como negros y la competición por el empleo y la vivienda entre los inmigrantes europeos y afroamericanos. Además, muchos industriales utilizaron a los negros como esquiroles durante las frecuentes huelgas. El gobierno estadounidense y la prensa temían una fusión del movimiento comunista con los grupos antirracistas negros. 
Otro episodio de este período fue el Juicio a Sacco y Vanzetti, dos inmigrantes italianos de ideología anarquista acusados y condenados, tras un polémico juicio, de atraco y asesinato en el año 1920. Serían ejecutados en 1927. En 1920 Wall Street es atacada por terroristas anarquistas